# Jimmy Kébé
Pour les articles homonymes, voir Kébé.
Jimmy Kébé, né le 19 janvier 1984 à Vitry-sur-Seine, est un footballeur franco-malien. Il est milieu offensif.

## Biographie
Jimmy commence le football au CA Vitry, où il joue jusqu'en 18 ans. Le club ne le conserve pas et il s'engage à l'UJA Alfortville en deuxième année des 18 ans. Il joue aussi en équipe première et est repéré par les recruteurs du RC Lens. Il s'y engage et finit sa formation de jeune dans le Pas-de-Calais.
Jimmy Kébé signe un contrat pro avec le RC Lens de deux ans en mai 2006. L'international malien peut évoluer comme attaquant ou  milieu offensif. Il est prêté lors de la saison 2006-2007 à la Berrichonne de Châteauroux. En juin 2007, il est prêté à l'US Boulogne pour une saison.
Contacté par le club anglais de Reading le 16 janvier 2008, il entre en bras de fer avec ses dirigeants de Boulogne, pour pouvoir rejoindre la Premier League.
Le 28 janvier 2008, il signe à Reading pour 2 ans ½.
Le 2 septembre 2013, il rejoint Crystal Palace, et le 31 janvier 2015 il est libéré.

## Palmarès
Reading
- Championship (D2)
  - Champion : 2012